# 新北市區公車945路線
新北市區公車945路線，由三重客運營運。起點為林口、終點為松山機場。

## 歷史
- 2013年12月20日闢駛。[1][2]
- 2025年1月16日獲配6輛金旅單門高巴(KKC-1132~KKC-1138)
- 2025年4月28日起裁撤「捷運林口站」(北向)暨進駐「林口轉運站」[3]
- 2025年7月18日起「新生街口」(往西)站位遷移[4]